# Madina (Armenia)
Madina – wieś w Armenii, w prowincji Gegharkunik. W 2011 roku liczyła 1111 mieszkańców.